# Jackson Center (Ohio)
Jackson Center è un villaggio degli Stati Uniti d'America, situato nello stato dell'Ohio, nella contea di Shelby.
Nel territorio è presente la sede principale dell'Airstream.